# ジェラルド・ジェンタ
ジェラルド・ジェンタは

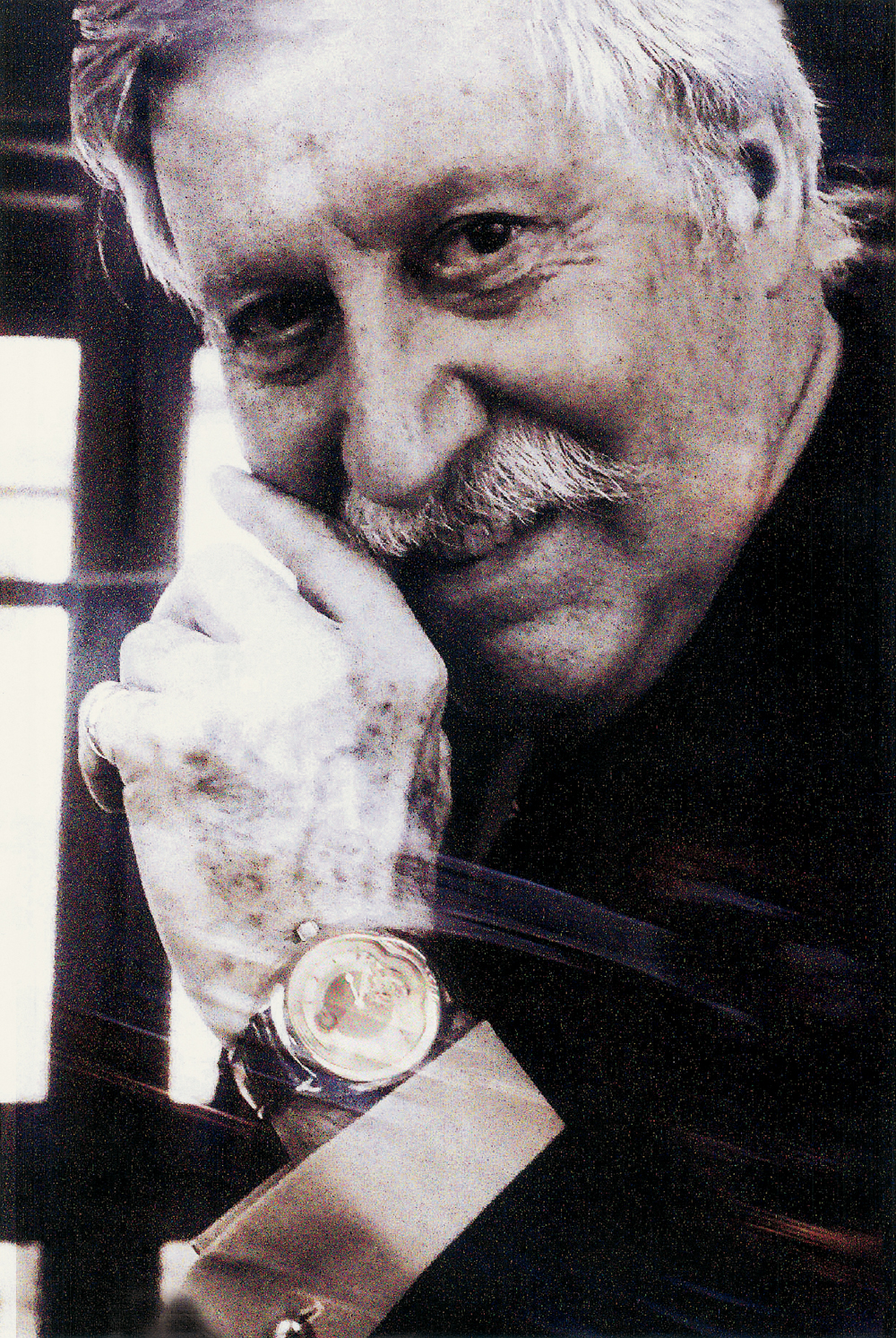
時計デザイナー、チャールズ・ジェラルド・ジェンタ

1. 時計デザイナー、チャールズ・ジェラルド・ジェンタ（Charles Gérald Genta ）
2. 時計デザイナーが創業した時計メーカー、ジェラルド・ジェンタ（Gérald Genta S.A. ）

である。
チャールズ・ジェラルド・ジェンタは15歳からジュエラーとして修行を積み、23歳でデザイナーに転向した。その後多数の時計メーカーからデザインを委託され、成功を収めている。代表作として以下のような時計がある。
- インターナショナル・ウォッチ・カンパニー - インジュニアSL、ダ・ヴィンチ
- オメガ - コンステレーションC
- ユニバーサル・ジュネーブ - ホワイトシャドゥ
- セイコー - クレドールファーストモデル
- オーデマ・ピゲ - ロイヤルオーク
- パテック・フィリップ - ノーチラス
- ブルガリ - ブルガリ・ブルガリ

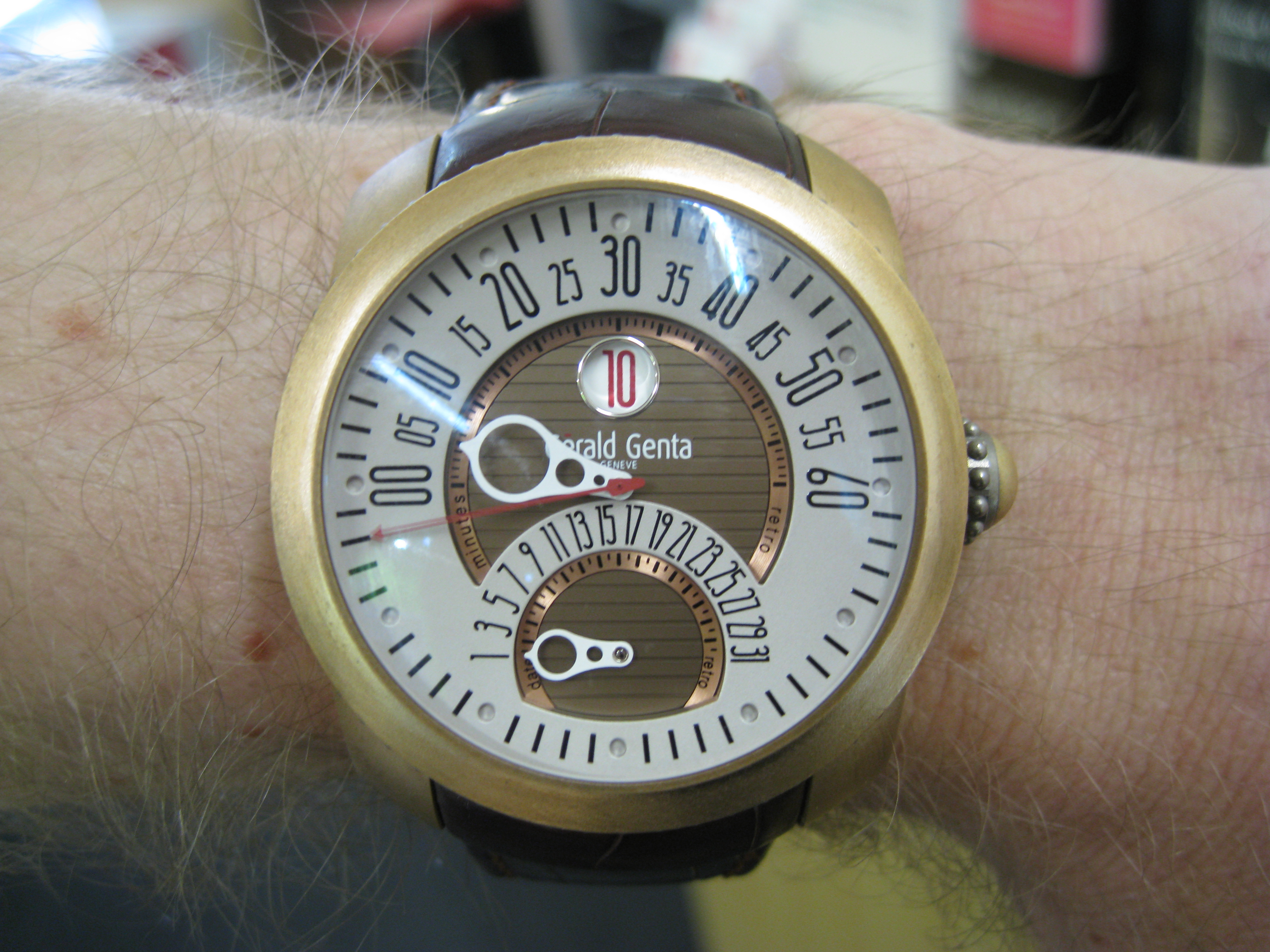
ジェラルド・ジェンタ社が製造した時計

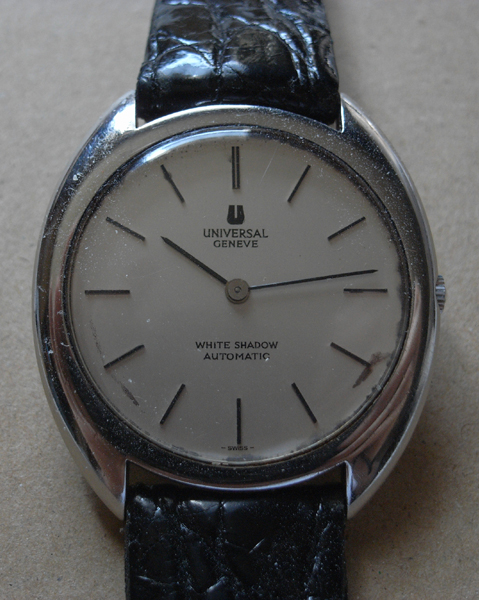
チャールズ・ジェラルド・ジェンタがデザインしたユニバーサル・ジュネーブのホワイトシャドウ

自分がデザインした時計に絶賛が集まるのを見て自分の会社を設立することを考えるようになり、1972年 に同名の時計メーカーを創業し、前衛的なデザインで高い評価を得た。特にミッキーマウスのシリーズがよく知られている。
最も高価な時計は、ジェラルド・ジェンタ本人がブルネイの国王の為にイエローとホワイトのバケットダイヤを全面に使用し、ブレスレットにも特殊な飾りのある世界に1本の時計で推定10億円以上とも言われる。

## 歴史
- 1931年 - チャールズ・ジェラルド・ジェンタがイタリア系の両親の間にジュネーヴで産まれた。
- 1972年 - チャールズ・ジェラルド・ジェンタが同名の時計メーカー、ジェラルド・ジェンタを創業した[1]。
- 1998年 - チャールズ・ジェラルド・ジェンタが時計メーカーのジェラルド・ジェンタを退社、後に再び自分の時計メーカー、ジェラルド・チャールズ（Gerald Charles ）を立ち上げている。
- 2000年 - 時計メーカーのジェラルド・ジェンタがブルガリ傘下に入る。
- 2011年8月17日 - チャールズ・ジェラルド・ジェンタ死去。